# Bahnhof Potsdam Medienstadt Babelsberg
Der Bahnhof Potsdam Medienstadt Babelsberg ist ein an der Wetzlarer Bahn gelegener Regionalbahnhof im Osten des Potsdamer Stadtteils Drewitz in der Medienstadt Babelsberg und ist trotz der Namensähnlichkeit nicht mit dem im Potsdamer Stadtteil Babelsberg gelegenen Bahnhof Potsdam-Babelsberg zu verwechseln. Im Betriebsstellenverzeichnis wird er unter dem Kürzel BDW geführt.

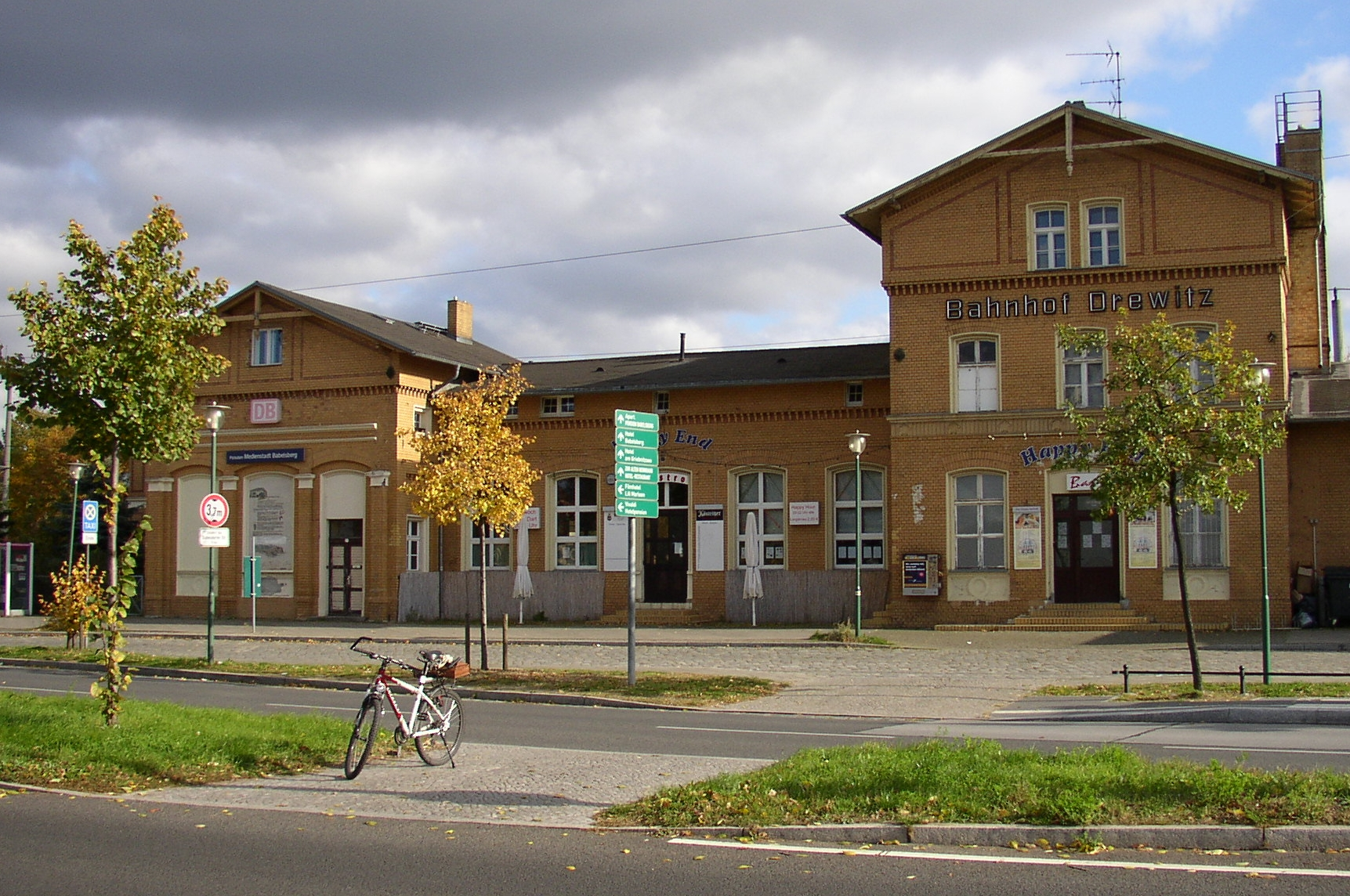
Empfangsgebäude im Oktober 2007, deutlich ist noch der alte Name zu erkennen.

Der Bahnhof wurde am 15. Mai 1879 unter dem Namen Drewitz eröffnet. Er war von 1949 bis 1990 im Güterverkehr Grenzübergangsstelle der DDR nach West-Berlin. Zahlreiche Sicherheitseinrichtungen wurden hierzu eingebaut wie besondere Schutzweichen, die ein unberechtigtes Weiterfahren des Lokomotivführers in Richtung Berlin-Wannsee (Amerikanischer Sektor von Berlin) verhindern sollten. Unter diesen Schutzweichen waren auch einige Entgleisungsweichen, die nur über eine Weichenzunge verfügten und den unberechtigt ausfahrenden Zug zum Entgleisen bringen sollten.
Nach der Wiedervereinigung Deutschlands wurde ein ICE-Anschlusszug von Berlin Zoologischer Garten über Drewitz nach Michendorf eingerichtet, als noch kein Fahrdraht aus westlicher Richtung das Berliner Stadtgebiet erreichte.
Am 28. Mai 2000 erfolgte die Umbenennung in den heutigen Namen, um die Lage in der Medienstadt Babelsberg zu betonen.
Das Bahnhofsgebäude mit einem Bahnarbeiterwohnhaus und einem Wirtschaftsgebäude steht unter Denkmalschutz.

## Verkehr
| Linie                    | Linienverlauf | Takt (min)                                               | EVU              |
| ------------------------ | --- | -------------------------------------------------------- | ---------------- |
| RE 7                     | Dessau – Wiesenburg (Mark) – Bad Belzig – Potsdam Medienstadt Babelsberg – Berlin-Wannsee – Berliner Stadtbahn – Königs Wusterhausen – Lübbenau – Senftenberg | 60 (Dessau–Senftenberg) 30 (Bad Belzig–B-Wannsee, Mo–Fr) | DB Regio Nordost |
| RB 37                    | Beelitz Stadt – Michendorf – Potsdam Medienstadt Babelsberg – Berlin-Wannsee                                                                                  | 60                                                       | ODEG             |
| Stand: 15. Dezember 2024 | |                                                          |                  |

Am Bahnhof halten zudem die Stadtbuslinien 690 und 696 des stadteigenen Verkehrsbetriebs Potsdam sowie die Überlandbuslinien 601 und N13 von regiobus Potsdam-Mittelmark.